# الدیو
الدیو در یمن است که در استان ابین واقع شده‌است.